# USco J160956.34-222245.5
USco J160956.34-222245.5 ist ein L2-Zwerg im Sternbild Skorpion. Er wurde 2008 von Nicolas Lodieu et al. entdeckt.
Die Entdeckung war die Folge einer spektrographischen Untersuchung der Untergruppe Upper Scorpius der Scorpius-Centaurus-Assoziation, im Nahen Infrarot-Bereich (1150- 2500 Nanometer) mit einer mittleren Auflösung entdeckt. Durchgeführt wurde die Untersuchung mit Hilfe des Gemini Near-Infrared Spectrograph des Gemini-Observatoriums.
USco J160956.34−222245.5 wurde beim Vergleich mit 2MASS 001544.8+351603, der mit dem NIRSPEC-Instruments des Keck-Observatoriums mit ähnlicher Auflösung beobachtet wurde, entdeckt. Durch die absoluten Magnituden (MJ) von Braunen Zwergen der Unterklasse L2 mit trigonometrischen Parallaxen wurde eine Entfernung von 120- 130 Parsec, mit einer Unsicherheit vom ±30 Parsec ermittelt.
Falls sich dieser Braune Zwerg als ein Binärsystem herausstellen sollte, befindet er sich 40 Prozent weiter entfernt. Es der schwächste bekannte L-Feld Zwerg seiner Unterklasse. Außerdem ist er der Braune Zwerg mit der weitesten Entfernung, darüber hinaus gehört er zu den wenigen Feld L-Zwerge in über 100 parsec Entfernung.